# Ordet (1955)
Ordet är en dansk film från 1955, skriven och regisserad av Carl Theodor Dreyer efter Kaj Munks skådespel med samma namn. Filmen tilldelades Guldlejonet vid filmfestivalen i Venedig.

## Rollista i urval
- Henrik Malberg - Morten Borgen
- Emil Hass Christensen - Mikkel Borgen
- Birgitte Federspiel - Inger Borgen, Mikkels hustru
- Preben Lerdorff Rye - Johannes Borgen
- Cay Kristiansen - Anders Borgen
- Ejner Federspiel - Peter Petersen
- Gerda Nielsen - Anne Petersen
- Sylvia Eckhausen - Kirstin Petersen
- Ove Rud - Pastorn
- Henry Skjær - Doktorn
- Edith Trane - Mette Maren
- Ann Elisabeth Rud - Maren Borgen, Mikkels dotter
- Susanne Rud - Lilleinger Borgen, Mikkels dotter
- Hanne Agesen - Karen, Borgens betjänt

## I andra medier
Den katalanska popgruppen Mishimas musikvideo till singeln "Tot torna a començar" ('Allt börjar om på nytt'; från 2010 års album Ordre i aventura) är baserad på Dreyers film. I den svart-vita scenografin finns utomhusscener bland stranddyner och nedstämda människor runt en dödsbädd. Videon är regisserad av Luis Cerveró. Här finns både humoristiska och metafysiska inslag, inklusive människor i vargpäls som ser mer gulliga än farliga ut.